# 潘紹聰
潘紹聰（英語：Edmond Poon，1969年12月23日—），是香港DJ和香港著名靈異電台節目主持，有「鬼王」稱號。

## 履歷
曾任香港電台交通台（當時為香港電台第七台，現已改為普通話台）節目助理，曾經為電台報道交通消息，於新城電台開台後跟隨新城勁歌台（當時的新城知訊台）第一任台長陳任聘請的一位DJ入新城勁歌台主持深夜音樂節目，在新城電台第一次改革陳海琪主理後離開新城電台，期間曾在亞洲電視、無綫電視和商業電台工作，於第二次改革陳海琪離開後再次於新城997主持節目，蔡康年離開新城電台後接手主持靈異節目恐怖熱線，現時為網絡媒體「好大個網」創辦人。2024年，他再度回歸新城電台並時隔15年重新於新城知訊台主持《恐怖熱線》。

## 作品列表

### 電視節目
- 亞洲電視
  - 《香港靈異實錄》(拍攝於2011年，而在2019年播出)[7]
- ViuTV
  - 《總有一隻喺左近》 (第14集起) (2016年)
  - 《總有一瓣喺左近》 (2017年至今）
  - 《萬人幫拖搞個唱》 (2020年)
  - 《克服他她它》 (2021年)
  - 《ViuTV 5周年：繼續向前》
- 香港電台
  - 《運輸背後》之一路平安 (2018年)
- 亞洲心動娛樂
  - 《夜更的事》 (2021年)

### 電台節目

#### 現主持電台節目
- 新城知訊台
  - 《恐怖熱線》
- 好大個網
  - 《恐怖在線》
  - 《未啟航先興奮》

#### 曾主持電台節目
| 電台     | 名稱               |
| -------- | ------------------ |
| 叱吒903  | 《青蘋果與紅提子》 |
| 新城電台 | 《是夜不是夜》     |
| 新城電台 | 《十分恐怖熱線》   |
| 新城電台 | 《點正娛樂》       |
| 新城電台 | 《流行直播室》     |
| 新城電台 | 《瘦身有一手》     |
| 新城電台 | 《健康生活》       |
| 新城電台 | 《愛健康，齊護肝》 |
| 新城電台 | 《再見煩惱絲》     |
| 新城電台 | 《醫學美容教室》   |
| 新城電台 | 《痛患新希望》）   |
| 新城電台 | 《新紀元健康檔案》 |
| UonLIVE  | 《極道恐怖熱線》   |
| UonLIVE  | 《極道是我潘紹聰》 |
| 香港人網 | 《恐怖在線》       |

### 廣播劇
- 2007年：恐怖熱線廣播劇《末世驚魂錄》(新城電台)
- 2009年：《C1色生活》 飾 潘紹聰（Edmond） (香港人網)

### 書籍
| 年份   | 書名                                       | 出版社                 |
| ------ | ------------------------------------------ | ---------------------- |
| 1999   | 恐怖熱線：新城997鬼古檔案 (與路芙合著)     | 新城廣播有限公司       |
| 2000   | 恐怖熱線：第2輯，軀.殼.霸.佔 (與路芙合著)  | 新城動力               |
| 2001   | 聰耳驚聞                                   | 南華早報               |
| 2002   | 有嚇到：30猛鬼故事                         | 南華早報               |
| 2002   | 私家嚇訪                                   | 南華早報               |
| 2002   | 嚇路相逢                                   | 南華早報               |
| 2003   | 鬼瞳                                       | 南華早報               |
| 2004年 | 玄異追擊 (與李廣豐合著)                    | 南華早報               |
| 2004年 | 玄異追擊.2 (與李廣豐合著)                  | 南華早報               |
| 2006   | 靈界夜鬼                                   | 南華早報               |
| 2006   | 香港猛鬼Guide (與高萌禧合著)資料由EDEN提供 | 南華早報               |
| 2006   | 猛鬼熱線666                                | 南華早報               |
| 2007   | 萬人夜話潘紹聰 (漫畫－第一期至第六期)      | 玉皇朝漫畫發展有限公司 |
| 2007   | 靈接觸                                     | 南華早報               |
| 2007   | 末世驚魂錄 1 死神‧安魂曲 (與何故合著)      | 南華早報               |
| 2007   | 末世驚魂錄 2 死神‧地獄變 (與何故合著)      | 南華早報               |
| 2008   | 驅鬼.撞鬼                                  | 日閱堂                 |
| 2009   | 恐怖在笑                                   | 日閱堂                 |
| 2009   | 鬼故漫畫－－恐怖在線                       | 日閱堂                 |
| 2012   | 靈異直播(1)－－恐怖夜話                    | 宇宙出版社             |
| 2012   | 靈異直播(2)－－八方魂集                    | 宇宙出版社             |
| 2012   | 靈異直播(3)－－恐怖電郵                    | 宇宙出版社             |
| 2013   | 靈異直播(4)──魂遊全港                      | 宇宙出版社             |
| 2013   | 靈異直播(5)－－靈探                        | 宇宙出版社             |
| 2014   | 靈異直播(6)──魂遊全港(II)                  | 宇宙出版社             |
| 2015   | 靈異直播(7)－－星光魂集                    | 宇宙出版社             |
| 2015   | 《現靈記》我看見鬼的模樣(與梁彥祺合著)     | 創造館                 |
| 2016   | 現靈記(2)──恐怖十大(與梁彥祺合著)          | 創造館                 |
| 2016   | 靈異直播(8)－－魂遊全港(III)               | 宇宙出版社             |
| 2017   | 你話嘞，呢個世界有冇鬼？                   | 宇宙出版社             |
| 2018   | 你話嘞，咩鬼係最可怕？                     | 宇宙出版社             |
| 2019   | 鬼王說                                     | 宇宙出版社             |

### 電影
- 2000年
  - 《鬼同你玩》
  - 《甜美生活》
- 2001年
  - 《恐怖熱線之大頭怪嬰》
- 2012年
  - 《魕》
- 2014年
  - 《恐怖在線》
- 2016年
  - 《魕異》
- 2019年
  - 《綁靈》

### 電視劇
- 2023年：《殺手廢J》飾 Bill
- 2023年：《和解在後》飾 小軍
- 2025年：《弊傢伙！我要去祓魔》飾 路路通

## 合作機構
和香港慈善機構「龍耳」旗下的網絡媒體「龍耳電視」，推出以手語製作的靈異故事。參與節目製作的手語導師朱芷茵說，用手語來代替尖叫來表達恐怖的氣氛是一個十分有趣的嘗試。

## 外部連結
- 潘紹聰個人網頁 （页面存档备份，存于）
- 潘紹聰的新浪微博
- 博益出版集團有限公司一本堂的作家介紹 （页面存档备份，存于）